# Johann Georg Röllig
Johann Georg Röllig (* 20. November 1710 in Berggießhübel bei Dresden; † 29. September 1790 in Zerbst) war ein deutscher Komponist und Kapellmeister.

## Leben
Johann Georg Röllig war das älteste von sechs Kindern. 1727 bis 1735 besuchte er die Dresdner Kreuzschule, wo er von Kantor Theodor Christlieb Reinhold Kompositionsunterricht erhielt. Daneben wurde er von Karl Hartwich, dem späteren Zittauer Musikdirektor, in Klavier und Orgel unterwiesen. Gefördert von Graf Heinrich von Brühl, betrieb er weitere Kompositionsstudien bei Jan Dismas Zelenka. Ab 1736 studierte er außerdem zweieinhalb Jahre Theologie an der Universität Leipzig.
1737 berief ihn Fürst Johann August von Anhalt-Zerbst, der ihn in Leipzig gehört hatte, als Hoforganisten und Violoncellisten seiner Kapelle nach Zerbst. Später wurde er dort Vizekapellmeister und übernahm nach dem Tod von Johann Friedrich Fasch, 1758, dessen Stelle als Hofkapellmeister.
Heute sind nur wenige Werke von Röllig bekannt. Zu diesen gehören seine beiden Konzerte für Horn und Orchester, die auch auf CD eingespielt wurden.

## Familie
Johann Georg Röllig war der Bruder des Komponisten Johann Christian Röllig (* 18. März 1716 in Berggießhübel), der später mehrere Jahre in Hamburg tätig war.

## Werke
- Konzert für Horn und Orchester D-Dur
- Konzert für Horn und Orchester Dis-Dur
- Sinfonia D-Dur
- Sinfonia Es-Dur
- Markus-Passion (1750), hrsg. von Harald Kümmerling, Köln: Dohr 1997 – Das Werk wurde früher Carl Philipp Emanuel Bach zugeschrieben[1]